# جرب حرض (أفلح اليمن)

تعديل مصدري - تعديل

جرب حرض هي إحدى قرى عزلة بني يوس بمديرية أفلح اليمن التابعة لمحافظة حجة، بلغ تعداد سكانها 58 نسمة حسب تعداد اليمن لعام 2004.